# Sefou Fagbohoun
Sefou Fagbohoun, originaire de la commune d'Adja-Ouèrè au Bénin, ancien député à l'assemblée nationale, homme d'affaires béninois et président du parti le MADEP.

## Biographie
Fondateur du parti Mouvement africain pour le développement et le progrès, il est élu député de la 1ʳᵉ, 5ᵉ et 6ᵉ législature du Bénin, Sefou Fagbohoun est un homme d’affaires influent sous le régime de l'ancien chef de l’Etat Mathieu Kérékou. 

## Affaire SONACOP
Le 4 juin 2006, Sefou Fagbohoun est arrêté par la Brigade Economique et Financière (BEF) dans une mauvaise gestion à la Sonacop. Il est libéré en 2008 après deux ans assertassions. 